# أيلنط متعالي
الأيلنط المتعالي (الاسم العلمي: Ailanthus excelsa) هو نوع نباتي يتبع جنس الأيلنط من فصيلة السيماروبية.